# Bier in Palau

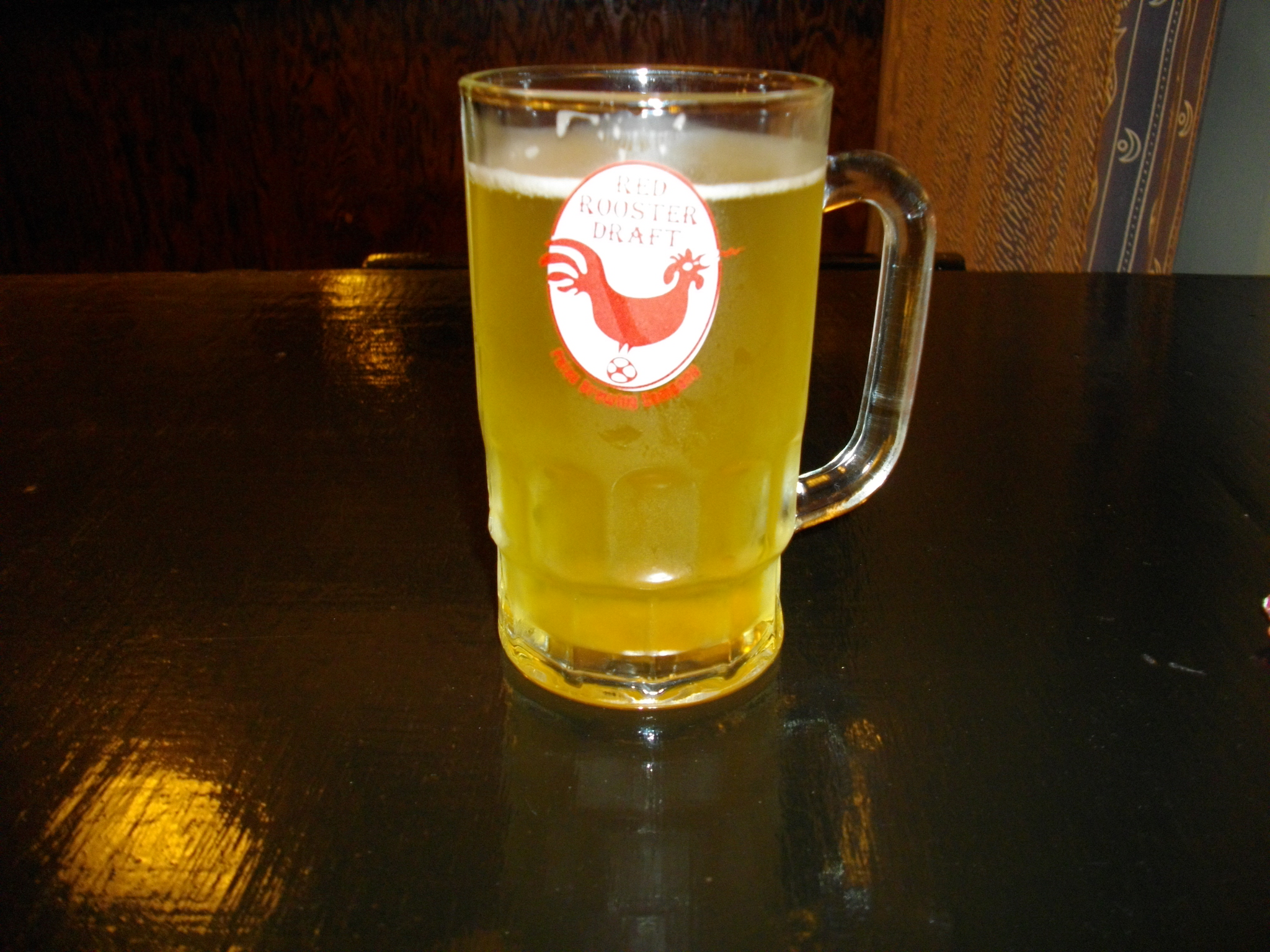
Een glas Red Rooster Beer

De republiek Palau in het westen van Micronesië huisvest ondanks haar geringe grootte en inwoneraantal een eigen bierbrouwerij.
De microbrouwerij Palau Brewing Company is gevestigd in de voormalige hoofdstad Koror en biedt een zestal bieren aan onder de merknaam Red Rooster Beer (ook Red Rooster Draft of kortweg Red Rooster), waaronder lichte en amberkleurige ales en stout. Het bedrijf is gevestigd naast een hotel waarin het bier van het vat wordt geschonken.